# Pedionis serrata
Pedionis serrata är en insektsart som beskrevs av Chandrasekhara A. Viraktamath 1981. Pedionis serrata ingår i släktet Pedionis och familjen dvärgstritar. Inga underarter finns listade i Catalogue of Life.